# Yehya Bundhun
Yehya Bundhun, né le 25 janvier 1965, est un archer mauricien.

## Carrière
Yehya Bundhun participe aux Jeux olympiques de 2000 à Sydney, sans remporter de médaille.
Il est médaillé de bronze aux Championnats d'Afrique 2003 à Nairobi, et se qualifie pour les Jeux olympiques de 2004.